# Káranice
Káranice település Csehországban, a Hradec Králové-i járásban. Káranice Obědovice, Kosičky, Chudeřice és Chýšť településekkel határos. Lakosainak száma 208 fő (2024. január 1.).

## Népesség
A település lakosságának változását az alábbi diagram mutatja:
| Lakosok száma | 215  | 219  | 245  | 213  | 211  | 183  | 219  | 214  | 202  | 208  |
|               | 1869 | 1890 | 1921 | 1950 | 1980 | 2001 | 2017 | 2019 | 2022 | 2024 |